# Пјетраперција
Пјетраперција (итал. Pietraperzia) је насеље у Италији у округу Ена, региону Сицилија.
Према процени из 2011. у насељу је живело 6798 становника. Насеље се налази на надморској висини од 467 м.

## Становништво
Према резултатима пописа становништва 2011. у општини је живело 7.227 становника.
| 1931.  | 1936.  | 1951.  | 1961.  | 1971.  | 1981.  | 1991. | 2001. | 2011. |
| ------ | ------ | ------ | ------ | ------ | ------ | ----- | ----- | ----- |
| 12.564 | 12.753 | 13.886 | 13.226 | 11.026 | 10.996 | 8.015 | 7.340 | 7.227 |